# Barakar
La rivière Barakar est une rivière indienne d'une longueur de 225 km qui coule dans les États du Jharkhand et du Bengale-Occidental. Elle est un affluent de la Dâmodar dans le bassin du Gange.

## Source
- (en) Cet article est partiellement ou en totalité issu de l’article de Wikipédia en anglais intitulé « Barakar River » (voir la liste des auteurs).